# 皇家资产管理局
皇家资产管理局 (Thai: สำนักงานทรัพย์สินส่วนพระมหากษัตริย์，英语：Crown Property Bureau，简称CPB) 是泰国负责管理皇室财产的准政府机构。该管理局法定为法人而非政府机构，享有免税的权利。 据称皇家资产并不属于国王私人所有，而是随着王位传承所有权。:282